# Synagrops analis
Synagrops analis és una espècie de peix pertanyent a la família dels acropomàtids.

## Descripció
- Pot arribar a fer 10 cm de llargària màxima.
- 10 espines i 9 radis tous a l'aleta dorsal i 3 espines i 6 radis tous a l'anal.
- 25 vèrtebres.
- Escates grans.
- Espina pelviana amb dentat diferent a la vora anterior.[6][7]

## Hàbitat
És un peix marí, demersal i de clima tropical que viu sobre el talús continental.

## Distribució geogràfica
Es troba al Pacífic occidental: Owase (el Japó) i les illes Filipines.

## Observacions
És inofensiu per als humans.